# Madness
Pour les articles homonymes, voir Madness (homonymie).
Madness (« folie » en anglais) est un groupe de musique britannique créé en 1976. Originaire de Camden Town à Londres, il a fait connaître le ska et le Rocksteady au grand public au tout début des années 1980, avec d'autres groupes comme The Specials, The Selecter, Bad Manners ou The Beat. Madness est à l'origine du nutty sound (de nutty, « dingue » en anglais), sorte de marque de fabrique sonore du groupe.

## Biographie

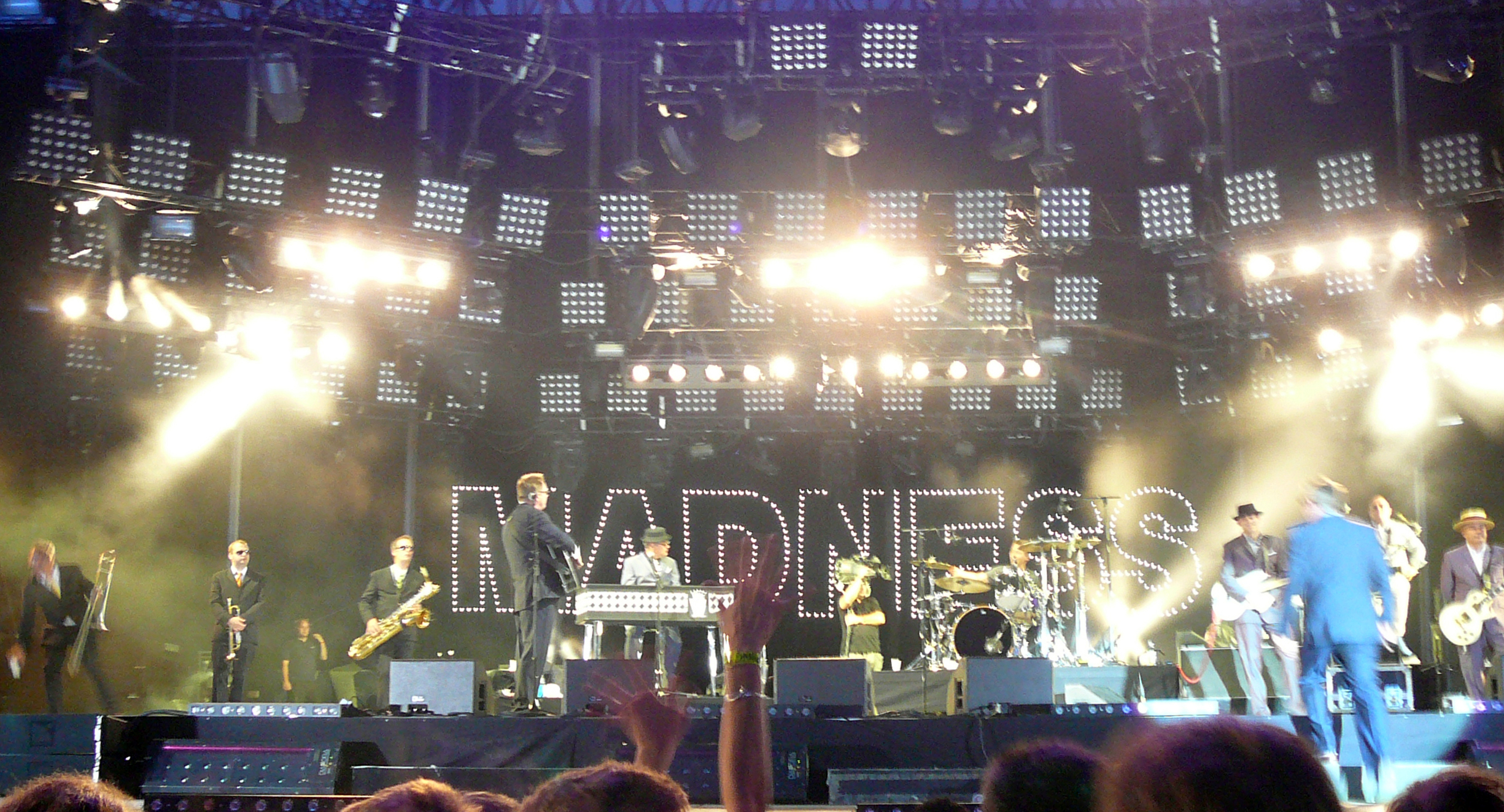
Madness en concert sur la grande scène de la Fête de l'Humanité le 11 septembre 2010.

En 1976, Mike « Barso » Barson , Chris « Chrissy Boy » Foreman, Lee « Kix » Thompson et Chas Smash (de son vrai nom Cathal Smyth), forment un groupe de Ska- Rocksteady appelé The Invaders.
En janvier 1979, après l'arrivée de Graham « Suggs » McPherson, Mark Bedford et Dan Woodgate, ils prennent le nom de Madness, en hommage à une chanson de 1961 de Prince Buster, Madness (Is Gladness). Leur premier single, The Prince, publié sur le label 2 Tone, est un autre hommage à Prince Buster. Madness quitte ce label pour Stiff Records et enregistre une autre reprise de Prince Buster, un titre situé en face B du 45 tours Al Capone de l'artiste jamaïcain et intitulé One Step Beyond.... En novembre 1979, paraît le premier album de Madness, One Step Beyond....
Madness, contrairement aux autres groupes 2 tone comme The Selecter, The Beat ou The Specials, est composé exclusivement de musiciens blancs. Leur discours étant par ailleurs moins politisé, c'est probablement pour ces raisons que des membres du Front national britannique — auxquels on assimilera d'ailleurs abusivement l'ensemble du mouvement skinhead — jetèrent leur dévolu sur Madness. L'affaire, abondamment relayée par la presse, sera à l'origine du titre Don't Quote Me on That, sur l'EP Work, Rest and Play.
Fin 1983, Mike Barson, qui regrette que le groupe s’oriente vers quelque chose de plus pop, quitte le groupe et part vivre à Amsterdam. C'est le début d'une période en demi-teinte pour le groupe, qui finit par se séparer en septembre 1986 après la sortie de Mad Not Mad. L'album très pop, loin des sonorités enjouées des débuts, est au contraire assez nostalgique. Les critiques britanniques titrent « Mad not bad ». Il est vrai que l'on note beaucoup de maturité dans cet album, tant au niveau des textes que de la musique. Le magazine NME a classé Mad Not Mad dans sa liste des « NME Writers All Time 100 Albums ».
En 1988, le groupe se reforme brièvement sous le nom The Madness, avec Chris Foreman, Lee Thompson, Chas Smash et Suggs, auxquels viennent s'ajouter Jerry Dammers (ex Specials, claviers), Simon Phillips (batterie), Bruce Thomas (guitare basse) et Steve Nieve (claviers) (ces deux derniers formant, avec le batteur Pete Thomas, The Attractions, le groupe d'Elvis Costello). The Madness enregistre deux singles (I Pronounce You et What's That?) ainsi qu'un album intitulé The Madness.
À la suite de cela chacun continue son chemin sans le groupe : Mark Bedford travaille en qualité de designer graphique, Chas Smash travaille pour Go!record, Woody devient le batteur du groupe Voice of the Beehive. Lee Thompson et Chris Foreman forment les Nutty Boys et sortent un album intitulé Crunch!, qui deviendra le nom du groupe plus tard. Suggs tente une carrière solo avec un premier album en 1995, The Lone Ranger, composé avec l'aide de Mike Barson.
En 1992, à l'occasion de la sortie de la compilation Divine Madness, le groupe se retrouve pour des concerts au Finsbury Park, puis en 1994, 1996 et 1998, ainsi qu'à Londres et dans d'autres villes britanniques.
En 1999, le groupe complet (avec le retour de Mike Barson) sort un nouvel album, Wonderful. Dans la veine pop des derniers disques du groupe, cet opus marque aussi le retour du ska avec une chanson The Communicator écrite par Smith. On retrouve également sur ce disque Ian Dury (auteur de Sex & Drugs & Rock n’Roll, mort entretemps) qui chante avec eux sur la chanson Drip Fed Fred.
En 2004, le groupe se renomme The Dangermen, se produisant sur de petites scènes londoniennes pour des reprises aux influences ska.
En octobre 2006, le groupe lance sa page sur Myspace ainsi que sa nouvelle composition Sorry, dont le single se classe dans le top 25 britannique. En même temps, c'est le retour confirmé de Chris Foreman qui avait pourtant quitté le groupe sur cette phrase « the petty time-consuming bollocks going on in the band ».
Après la sortie de l'album Dangermen Sessions en 2005 et le retour de Chris Foreman, le groupe travaille sur son nouvel album The Liberty of Norton Folgate. Cet album-concept a pour thème Londres. Entre 2006 et 2008, 23 morceaux ont été enregistrés pour ce disque. Un premier single, NW5 s'est classé début 2008 dans le top 25 des charts britanniques. Produit aux Toe Rag Studios par Clive Langer et Liam Watson, The Liberty of Norton Folgate sort en mai 2009.
Le vendredi 28 août 2009, le groupe joue à Rock en Seine,, remplaçant, avec un second concert, le groupe Oasis, initialement programmé, mais qui venait juste de se séparer.
Le 4 août 2012, le groupe participe au Jubilé de la Reine en interprétant Our House et It Must Be Love. Le 12 août 2012, le groupe participe à la cérémonie de clôture des Jeux olympiques de Londres en interprétant Our House. Le même jour, un nouveau titre, Death of a Rude Boy, est disponible en téléchargement via leur site.
Le groupe est à l'affiche du Countdown Concert 2014 à Dublin. En 2022, Madness entame durant l'été une série d'une trentaine de concert dans les festivals européens, pour le Summer Tour 2022. Il passe notamment en France au Festival Cabaret Vert le 19 août 2022.
En septembre 2023, le groupe annonce la sortie de son treizième album studio intitulé Theatre of the Absurd Presents C'est la Vie, qui sort finalement le 17 novembre 2023. Il est suivi d'une tournée dans de nombreuses villes du Royaume-Uni (Angleterre, Irlande, Pays de Galles, Ecosse) avec The Lightning Seeds, puis d'une tournée américaine à partir du printemps 2024.

## Formation

### Membres actuels
- Mike « Barso » Barson : claviers, piano, vibraphone, chœurs (1976–1984, depuis 1992)
- Chris « Chrissy Boy » Foreman : guitare (1976–1986, 1992–2005, depuis 2006)
- Lee « Kix » Thompson : saxophone, percussions, chœurs (1976–1977, 1978–1986, depuis 1992)
- Graham « Suggs » McPherson : chant (1977, 1978–1986, depuis 1992)
- Mark Bedford : basse (1978–1986, 1992–2009, depuis 2012)
- Dan Woodgate : batterie, percussions (1978–1986, depuis 1992)

### Anciens membres
- John Hasler : batterie, chant (1976–1978)
- Dikron Tulane : chant (1976–1977)
- Gavin Rodgers : basse (1977–1978)
- Garry Dovey : batterie (1977–1978)
- Chas Smash : trompette, chant, harmonica, guitare acoustique, basse (1976–1977, 1979–1986, 1992–2014)
- Graham Bush : basse (2009–2013)
- Steve Nieve : claviers, synthétiseurs (1984–1986)
- Seamus Beaghan : claviers, orgue (1986)
- Kevin Burdette : guitare (2005–2006)
- Norman Watt-Roy : basse (1994-1996) (uniquement en concert)
- Paul Carrack : claviers, chant (1984) (uniquement en concert)
- James Mackie : claviers (1984) (uniquement en concert)
- Terry Disley : claviers (1986) (uniquement en concert)

## Discographie

### Albums studio
- 1979 : One Step Beyond...
- 1980 : Absolutely
- 1981 : Seven
- 1982 : The Rise & Fall
- 1984 : Keep Moving
- 1985 : Mad Not Mad
- 1988 : The Madness
- 1999 : Wonderful
- 2005 : The Dangermen Sessions Vol. 1
- 2009 : The Liberty of Norton Folgate
- 2012 : Oui Oui Si Si Ja Ja Da Da
- 2016 : Can't Touch Us Now
- 2023 : Theatre of the Absurd Presents C'est la Vie

### EPs
- 1980 : Work Rest and Play
- 1986 : The Peel Sessions

### Albums Live
- 1981 : Dance Craze
- 1992 : Madstock!
- 1999 : Universal Madness: Live in Los Angeles
- 2006 : Madness Live: To the Edge of the Universe and Beyond
- 2022 : The Get Up! (Spectacle enregistré au London Palladium le 14 mai 2021)

### Compilations
- 1982 : Complete Madness
- 1983 : Madness
- 1986 : Utter Madness
- 1990 : It's... Madness
- 1991 : It's... Madness Too
- 1992 : Divine Madness
- 1997 : Total Madness – The Very Best of Madness
- 1999 : The Heavy Heavy Hits
- 2009 : Total Madness
- 2010 : Ultimate Madness
- 2012 : Forever Young: The Ska Collection
- 2014 : The Very Best of Madness
- 2017 : Full House – The Very Best of Madness

### Coffrets
- 1993 : The Business – The Definitive Singles Collection
- 1999 : The Lot (Coffret contenant les six premiers albums studio)
- 2003 : The Singles Box: Vol. 1
- 2011 : A Guided Tour of Madness (Coffret d'anthologie : 3CD + 1DVD Live Madstock 1992)

## Filmographie
- 1981 : Take It or Leave It de Dave Robinson

### Bases de données et dictionnaires
- (en) Site officiel
- Ressources relatives à la musique :   - AllMusic
  - Billboard
  - Discogs
  - Last.fm
  - Munzinger Pop
  - MusicBrainz
  - Muziekweb
  - Rate Your Music
  - Rolling Stone
  - Songkick
  - SoundCloud
  - Taratata
- Ressource relative à plusieurs domaines :   - Radio France
- Ressource relative à l'audiovisuel :   - IMDb
- Notices dans des dictionnaires ou encyclopédies généralistes :   - Britannica
  - Den Store Danske Encyklopædi
  - Larousse
  - Store norske leksikon
- Notices d'autorité :   - VIAF
  - ISNI
  - BnF (données)
  - IdRef
  - LCCN
  - GND
  - Israël
  - Norvège
  - Tchéquie
  - WorldCat